# Poaephyllum grandiflorum
Poaephyllum grandiflorum är en orkidéart som beskrevs av Eduardo Quisumbing y Argüelles. Poaephyllum grandiflorum ingår i släktet Poaephyllum och familjen orkidéer. Inga underarter finns listade i Catalogue of Life.